# Porzana
Porzana é um género de aves da família Rallidae. O grupo inclui 14 espécies extantes de frangas-d'água e sanãs. Para além destas, o género Porzana inclui cerca de 5 espécies extintas no passado recente e cerca de uma dezena de espécies fósseis e subfósseis.

## Espécies
- Espécies existentes
- Franga-d'água-bastarda, Porzana parva
- Franga-d'água-pequena, Porzana pusilla
- Franga-d'água-grande, Porzana porzana
- Porzana bicolor
- Porzana fluminea
- Porzana carolina
- Sanã-cinza, Porzana spiloptera
- Sanã-carijó, Porzana albicollis
- Porzana fusca
- Porzana paykullii
- Porzana tabuensis
- Porzana atra
- Sanã-amarela, Porzana flaviventer
- Porzana cinerea
- Espécies extintas
- Sanã-de-laysan, Porzana palmeri (1944)
- Sanã-do-havaí, Porzana sandwichensis (c.1890)
- Porzana monasa (c. século XIX)
- Porzana nigra (c.1800)
- Porzana astrictocarpus (século XVI)